# Lenka (Slowakei)
Lenka, ungarisch Sajólenke (älter ungarisch nur Lenke) ist eine Gemeinde in der südlichen Mittelslowakei mit 204 Einwohnern (Stand 31. Dezember 2024), die im Okres Rimavská Sobota, einem Kreis des Banskobystrický kraj, liegt und zur traditionellen Landschaft Gemer gehört.

## Geographie
Die Gemeinde befindet sich im Ostteil des Talkessels Rimavská kotlina (Teil der größeren Einheit Juhoslovenská kotlina), am Bach Hubovský potok im Einzugsgebiet der Slaná. Das Ortszentrum liegt auf einer Höhe von 213 m n.m. und ist sechs Kilometer von Tornaľa sowie 28 Kilometer von Rimavská Sobota entfernt.
Nachbargemeinden sind Tornaľa im Norden, Hubovo im Nordosten und Osten, Kesovce im Süden und Včelince im Südwesten und Westen.

## Geschichte

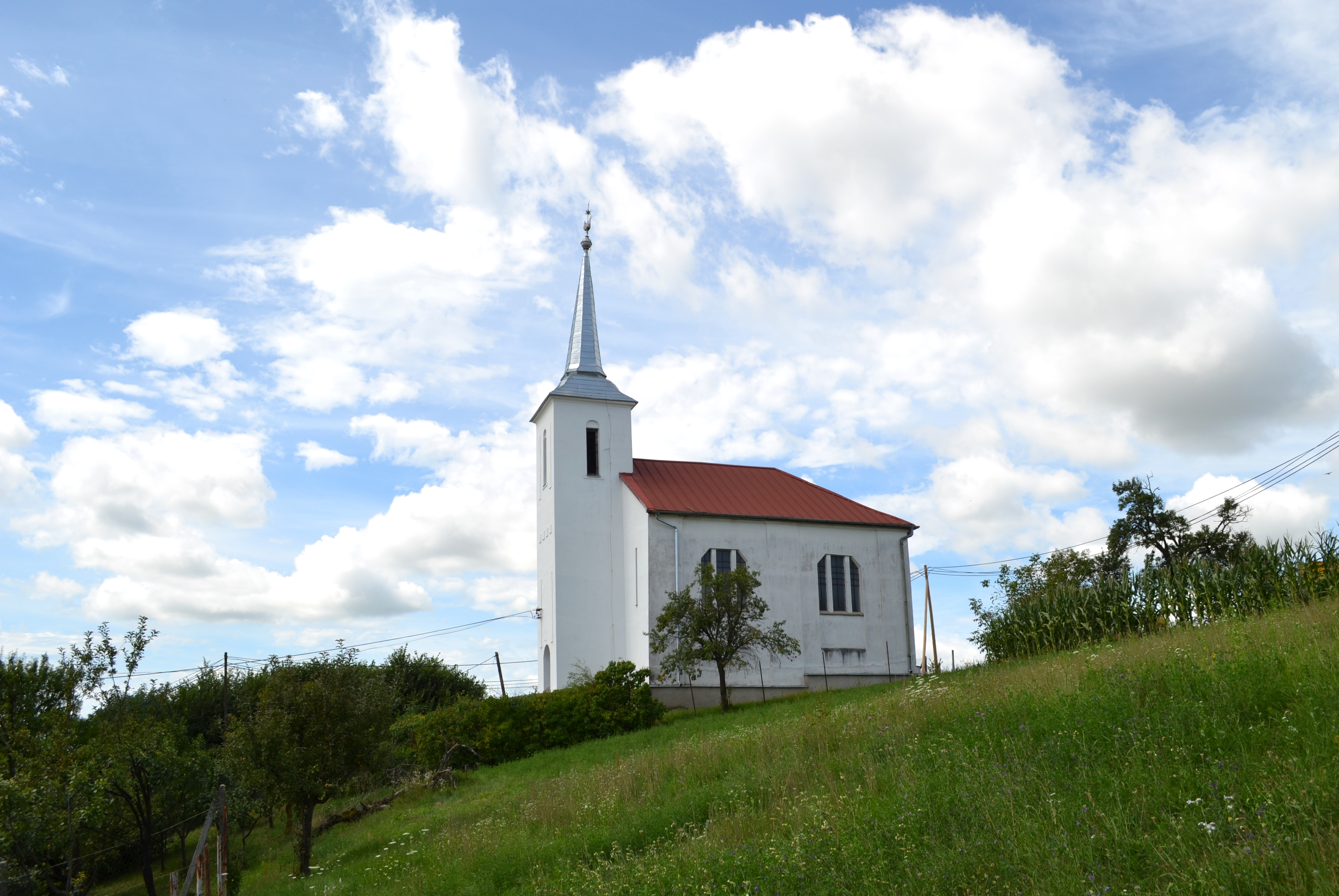
Reformierte Kirche in Lenka

Lenka wurde zum ersten Mal 1323 als Nenke schriftlich erwähnt und lag im Herrschaftsgebiet der Burg Gemer. Später bildete sich aus den Leibeigenen die landadlige Familie Lenkei heraus, die anschließend bis zum 19. Jahrhundert die Ortsgüter besaß. Im frühen 15. Jahrhundert teilte sich die Gemeinde in zwei Orte, Nižná Lenka (ungarisch Alsólenke) und Vyšná Lenka (ungarisch Felsőlenke), die sich erst nach 1808 wieder vereinigten. 1828 zählte der Ort 50 Häuser und 430 Einwohner, die als Landwirte beschäftigt waren. 
Bis 1918/19 gehörte der im Komitat Gemer und Kleinhont liegende Ort zum Königreich Ungarn und kam danach zur Tschechoslowakei beziehungsweise heute Slowakei. Auf Grund des Ersten Wiener Schiedsspruchs lag der Ort von 1938 bis 1944 noch einmal in Ungarn.

## Bevölkerung
| Jahr                | 1994 | 2004     | 2014    | 2024    |
| ------------------- | ---- | -------- | ------- | ------- |
| Anzahl der Personen | 216  | 194      | 187     | 204     |
| Unterschied         |      | −10,18 % | −3,60 % | +9,09 % |

| Jahr                | 2023 | 2024 |
| ------------------- | ---- | ---- |
| Anzahl der Personen | 200  | 204  |
| Unterschied         |      | +2 % |

Gemäß der Volkszählung 2011 wohnten in Lenka 195 Einwohner, davon 122 Magyaren, 62 Slowaken, drei Tschechen und ein Ukrainer. Sieben Einwohner machten keine Angabe zur Ethnie.
74 Einwohner bekannten sich zur reformierten Kirche, 57 Einwohner zur Evangelischen Kirche A. B., 44 Einwohner zur römisch-katholischen Kirche und ein Einwohner zur griechisch-katholischen Kirche. Zwei Einwohner bekannten sich zu einer anderen Konfession, acht Einwohner waren konfessionslos und bei neun Einwohnern wurde die Konfession nicht ermittelt.

## Baudenkmäler

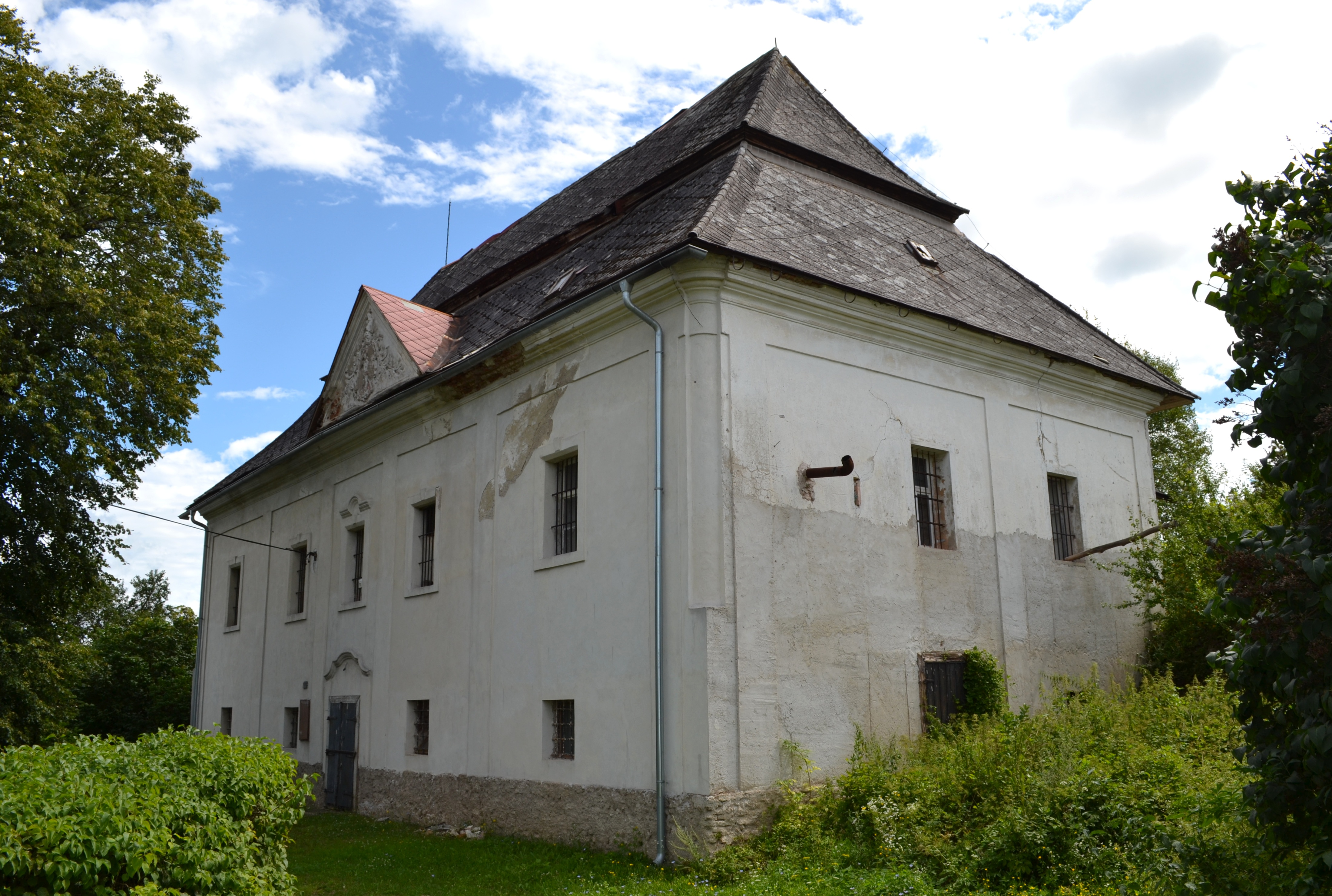
Landschloss

- reformierte (calvinistische) Kirche im klassizistischen Stil aus dem Jahr 1786[6]
- Landschloss der Familie Mumhart im Barockstil aus der Mitte des 18. Jahrhunderts[7]